# Johann Georg von Lori

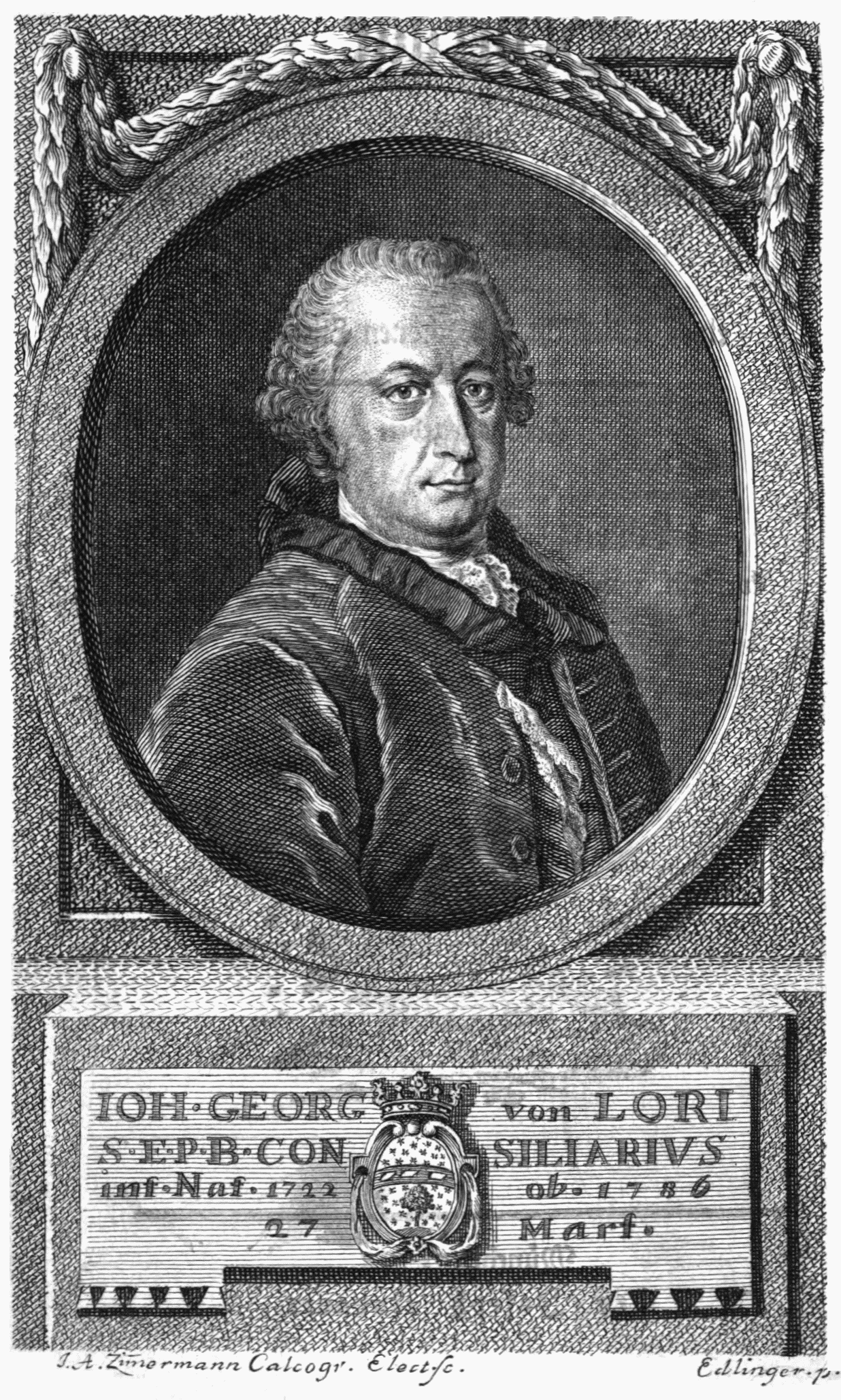
Johann Georg von Lori
(Kupferstich nach einem Gemälde von Johann Georg Edlinger, 1788)

Johann Georg Lori, ab 1768 von Lori, (* 17. Juli 1723 in Prem, Pfaffenwinkel; † 23. März 1787 in Neuburg an der Donau, Fürstentum Neuburg) war ein hoher bayerischer Beamter, Jurist und Historiker im Zeitalter der Aufklärung.

## Leben
Der Wirtssohn Lori wurde in Gründl, einem Ortsteil von Prem geboren. In Steingaden ging er zur Elementarschule, bevor er an das Jesuitenkolleg St. Salvator in Augsburg wechselte. Ab 1740 nahm er das Studium der Rechtswissenschaften an der Universität Dillingen auf, das er ab 1744 an der Universität Würzburg fortsetzte. Der wohlhabende Augsburger Patrizier und spätere Bürgermeister Jakob Wilhelm Benedikt von Langenmantel war einer der finanziellen Förderer seiner Ausbildung. In Würzburg wurde Lori geprägt durch die neuen Ansichten der Aufklärung. 1748 schrieb er eine Dissertation, mit der er an der Universität Ingolstadt bei Johann Georg Weishaupt promovierte. 1749 wurde er dort zum Professor des Kriminalrechts und der Rechtsgeschichte ernannt. Als Sympathisant der Philosophie des Aufklärers Christian Wolff geriet er in Ingolstadt mit den Jesuiten in Konflikt, woraufhin er 1752 als Hofrat am Münz- und Bergwerkskollegium nach München berufen wurde. Er war zunächst Mitglied der bayerischen Gelehrtengesellschaft Parnassus Boicus und betrieb danach in Zusammenarbeit mit Propst Franz Töpsl, Andreas Felix von Oefele und Johann Georg Dominicus von Linprun die Gründung der Kurfürstlichen Bayerischen Akademie der Wissenschaften, die vom Kurfürsten Maximilian III. Joseph 1759 vollzogen wurde. Nach der Akademiegründung bekleidete er dort bis 1761 die wichtige Position des Sekretärs. 1768 wurde er zum Wirklichen Geheimen Rat und Referendar für Auswärtige Angelegenheiten. Loris politischer Berufsweg nahm Juni 1779 sein Ende. Weil er im Bayerischen Erbfolgekrieg auf der Seite der preußenfreundlichen „Patriotenpartei“ gestanden hatte, enthob ihn Kurfürst Karl Theodor seines Amtes und ließ ihn in die Verbannung nach Neuburg an der Donau bringen.

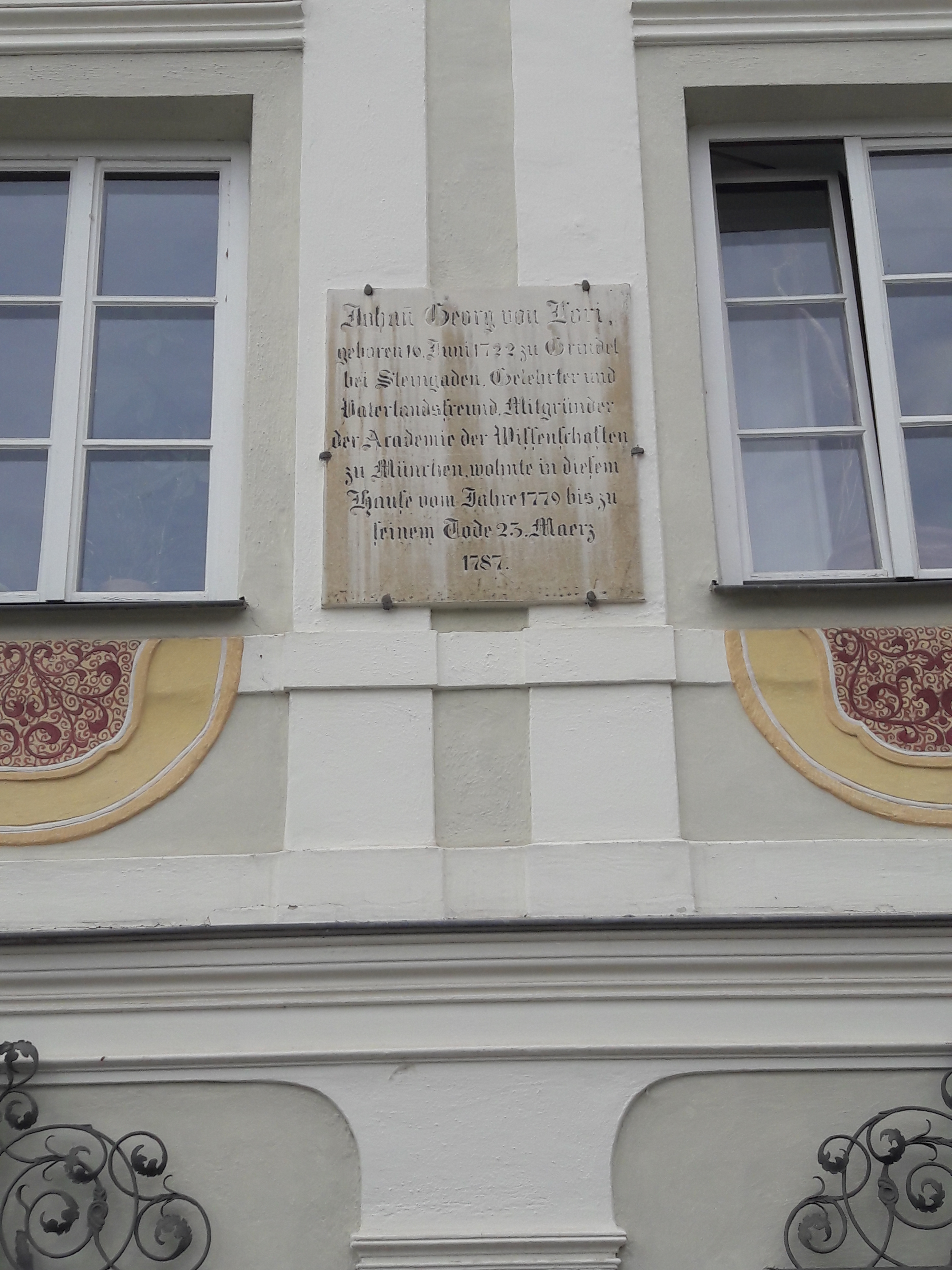
Gedenktafel am Lorihaus in Neuburg, Karlsplatz A 16

 Politisch war er an den Friedensverhandlungen mit Preußen von 1762/63 und später, nach Aufhebung des Jesuitenordens, an der Verteilung des Ordensvermögens beteiligt.

## Werke (Auswahl)
Lori publizierte mehrere historische Werke. Von seiner Geschichte des Lechrains erschien 1765 nur der zweite Band mit einer bis heute nicht ersetzten Quellensammlung. Als Oberbergdirektor ließ Graf Sigmund von Haimhausen durch Lori die geschichtliche Entwicklung des bayerischen Bergrechts und Bergbaus verfassen.
- Chronologischer Auszug der Geschichte von Baiern. Fünfter Auszug: Nach Christi Geburt von 911 bis 1180. Erscheinungsjahr: 1782. (Online).